# Museo de Historia de Armenia
El Museo de Historia de Armenia (en armenio: Հայաստանի պատմության թանգարան) es un museo ubicado en Armenia con departamentos de Arqueología, Numismática, Etnografía, Historia Moderna y Restauración. Tiene una colección nacional de 400 000 objetos y fue establecido en 1920. El 35 % de la colección principal está compuesta por artículos relacionados con la arqueología, el 8 % de la colección está compuesta por artículos relacionados con la etnografía, y el 45 % de la colección está compuesta por artículos relacionados con la numismática. El 12 % de la colección está compuesta por documentos. Es considerado como el museo nacional de Armenia y está ubicado en la plaza de la República en Ereván. El estado apoya financieramente al museo y es propietario tanto de la colección como del edificio. El museo lleva a cabo trabajos de conservación y restauración y publica obras sobre arquitectura, arqueología, etnografía e historia armenias. También han publicado una serie de informes sobre excavaciones arqueológicas desde 1948. El museo lleva a cabo programas educativos y científicos sobre la historia y la cultura de ese país.

## Historia
El 9 de septiembre de 1919, la Asamblea Nacional de Armenia fundó el Museo de Historia de Armenia. El espacio se abrió al público el 20 de agosto de 1921. Su primer director fue Yervand Lalayan. Originalmente llamado Museo-Biblioteca Etnográfico-Antropológico, ha sido renombrado varias veces, primero a Museo Estatal Central de Armenia (1926), luego a Museo Histórico (1935), incluso más tarde a Museo Estatal de Historia de Armenia (1962), más recientemente al Museo Histórico-Cultural (2000), y finalmente al Museo de Historia de Armenia (desde 2003). Fue formado utilizando las colecciones de la Asociación Etnográfica Armenia del Cáucaso, el Museo de Antigüedades Armenias Nor Nakhijevan, el Museo de Antigüedades de Ani y el Repositorio de Manuscritos Antiguos de Vagharshapat. La colección original contaba con 15 289 objetos.